# По ту сторону Босфора
«По ту сторону Босфора» или «По обе стороны моста — звучание Стамбула» (англ. Crossing the Bridge: The Sound of Istanbul; буквально Пересекая мост: Звук Стамбула) — документальный фильм немецкого режиссёра турецкого происхождения Фатиха Акина. Фильм о путешествии по музыкальной сцене современного Стамбула и его культурной жизни. Фильм был показан вне конкурса в 2005 году на Каннском кинофестивале , был в программе Четвёртого Фестиваля немецкого кино в Москве (2005).

## Сюжет
Александр Хаке, музыкант немецкой группы «Einstürzende Neubauten», познакомился с турецкой музыкой во время работы над фильмом Фатиха Акина «Головой о стену». Теперь он, вооружившись мобильной звукозаписывающей студией, исследует музыку Стамбула. Здесь есть все виды музыкальной культуры, известные Западу: рок, фолк, хип-хоп, брэйк-данс, рэп и тому подобное, но восточное исполнение придает звучанию неповторимый колорит. В фильме участвуют и первый турецкий хиппи Эркин Корей, и стамбульские рэперы, солидные цыгане и даже курдский андерграунд. На этом пути Александра Хакке сопровождает камера Фатиха Акина, запечатлевая портреты и сцены из жизни музыкального Стамбула.

## Исполнители
(в порядке появления на экране)
- Baba Zula
- Orient Expressions
- Duman
- Replikas
- Эркин Корай
- Ceza
- Ayben
- Istanbul Style Breakers
- Мерджан Деде
- Selcuk
- Бренна Маккриммон
- Селим Сеслер
- Siya siyabend
- Нур Джейлан
- Айнур Доган
- Орхан Генджебай
- Мюзейен Сенар
- Сезен Аксу
- Сертаб Эренер

## Саундтрек
- «Music» — Сертаб Эренер (5:18)
- «Tavus Havası» — Baba Zula (5:27)
- «İstanbul 1:26 A.M.» — Orient Expressions (6:36)
- «İstanbul» — Duman (1:40)
- «Şahar Dağı» — Replikas (7:08)
- «Holocaust» — Ceza (3:28)
- «AB-I Hayat» — Мерджан Деде (3:47)
- «Kurdili Hicazkar Longa» — Селим Сеслер (4:58)
- «Wedding Song» — The Wedding Sound System (2:04)
- «Penceresi Yola Karşı» — Селим Сеслер и Бренна Маккриммон (2:54)
- «Hayyam» — Siya Siyabend (2:49)
- «Böyle Olur Mu» — Нур Джейлан (1:34)
- «Ehmedo» — Айнур Доган (5:26)
- «Hatasız Kul Olmaz» — Орхан Генджебай (5:24)
- «Haydar Haydar» — Мюзейен Сенар (1:19)
- «İstanbul Hatırası» — Сезен Аксу (4:38)
- «Cecom» — Baba Zula (4:35)
- «Music» (радиоверсия) — Сертаб Эренер (3:47)